# Nudulidia multidentata
Nudulidia multidentata är en insektsart som beskrevs av Nielson 1982. Nudulidia multidentata ingår i släktet Nudulidia och familjen dvärgstritar. Inga underarter finns listade i Catalogue of Life.